# غراهام أوليفر
غراهام أوليفر (بالإنجليزية: Graham Oliver)‏ هو ملحن وموسيقي بريطاني، ولد في 6 يوليو 1952 في Mexborough ‏ في المملكة المتحدة.

## وصلات خارجية
- الموقع الرسمي
- غراهام أوليفر على موقع ميوزك برينز (الإنجليزية)
- غراهام أوليفر على موقع أول ميوزيك (الإنجليزية)
- غراهام أوليفر على موقع ديسكوغز (الإنجليزية)